# Кравченко, Владимир Васильевич (пловец)
Владимир Васильевич Кравченко (16 октября 1947 — 23 июля 2024) — советский пловец. Неоднократный чемпион и рекордсмен СССР на дистанциях комплексного плавания. Участник Олимпиады 1968 года. Мастер спорта СССР международного класса.

## Биография
Выступал под флагом общества «Буревестник» (Москва). Ученик заслуженного тренера РСФСР Алексея Андреевича Корнеева.
Специализировался в комплексном плавании.
Чемпион СССР (1967—1971 гг.) в комплексном плавании на 200 м и чемпион СССР на дистанции 400 м в 1968 году.
В 1965 году стал серебряным призёром чемпионата СССР в плавании 200 м брассом. В 1965 и 1966 годах был бронзовым призёром на 200 м комплексного плавания. В 1969 году стал бронзовым призёром на 400 м комплексного плавания.
Пятикратный (1967—1970 гг.) рекордсмен СССР и рекордсмен Европы (1970 г.) в комплексном плавании на 200 м.
В 1968 году на Олимпийских играх в Мехико выступал на дистанциях 200 м и 400 м комплексного плавания. Занял 13-е и 14-е места соответственно.
Серебряный призёр Кубка Европы 1969 года на дистанции 200 м комплексного плавания. Участник чемпионата Европы 1970 года в Барселоне, где был 7-м и 13-м на 200 и 400 м комплексным плаванием.
Работал тренером. Был директором детско-юношеской спортивной школы по плаванию «Зенит» в Москве. Активно и успешно выступал в ветеранских соревнованиях, неоднократный чемпион страны и Европы.
Был женат на чемпионке СССР и Европы по плаванию Тамаре Сосновой. Сын Константин Кравченко (род. 1973) — ватерполист, призёр чемпионата Европы (1997).

### Смерть
Умер 23 июля 2024 года после продолжительной болезни в возрасте 76 лет.